# Problema de Euler dos três corpos

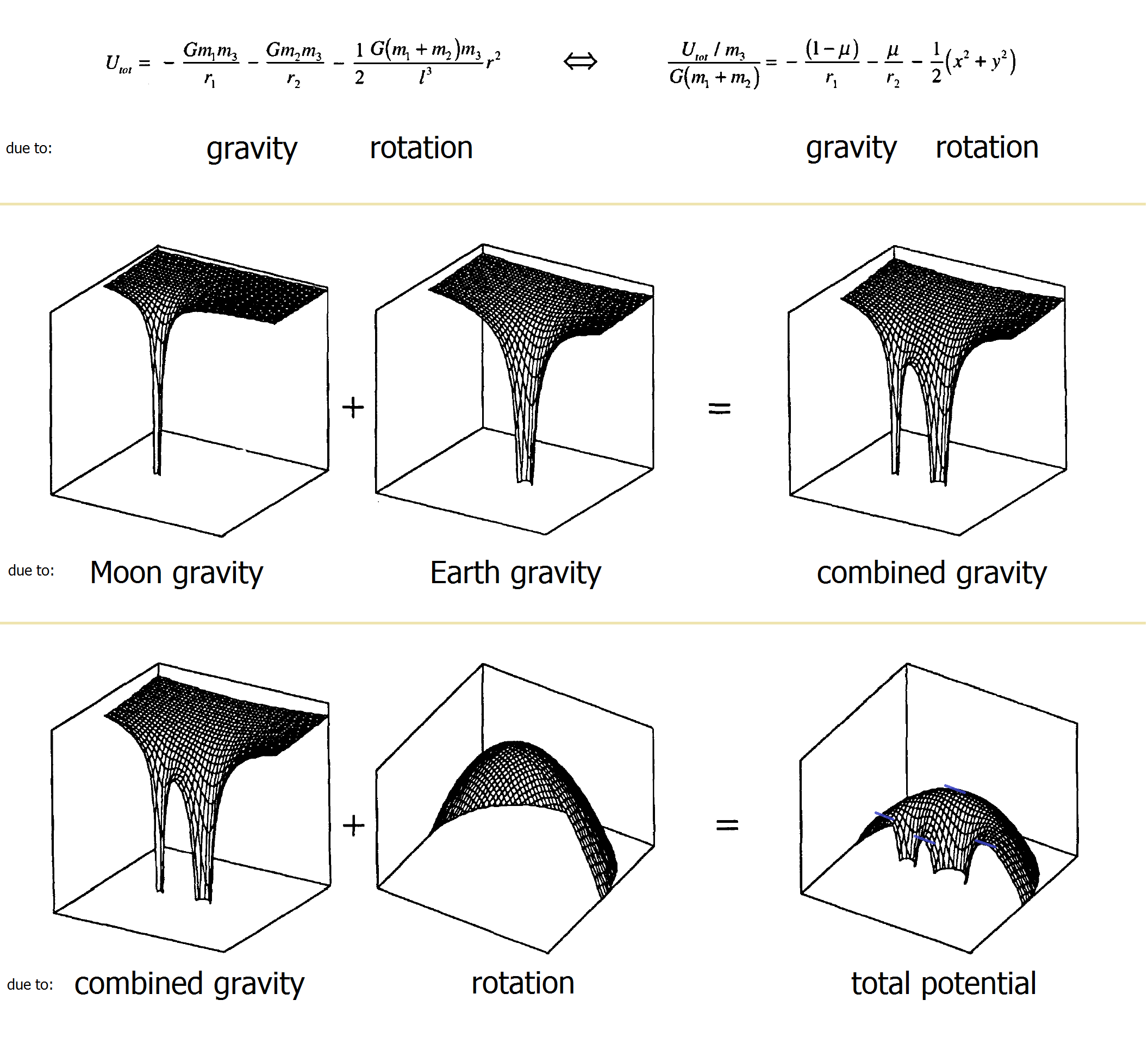
Energia potencial gravitacional no problema de Euler dos três corpos.

Em física e astronomia, o problema de Euler dos três corpos, estudado por Leonhard Euler, é o problema do movimento de uma massa de teste que se move livremente na presença de um campo gravitacional de duas massas fixas no espaço. Este problema é o problema dos três corpos mais simples que mantém seu significado físico. Euler o discutiu em memórias publicadas em 1760.
O problema é solúvel analiticamente mas requer o cálculo de integrais elípticas. Métodos numéricos podem ser usados, tal como o Runge-Kutta, para resolver aproximadamente a equação diferencial ordinária resultante.

## Exemplo de órbitas bicêntricas
Em mecânica clássica, o problema de Euler dos três corpos descreve o movimento de uma partícula no plano sob a influência de dois centros fixos, cada qual atraindo a partícula com uma força proporcional ao inverso do quadrado das distâncias tais como a gravitacional newtoniana ou coulombiana.  Exemplos do problema de bicentro incluem um planeta movendo-se ao redor de duas estrelas, ou um elétron movendo-se no campo elétrico de dois núcleos positivamente carregados, tal como o primeiro íon da molécula de hidrogênio, isto é, o H2+. Soluções analíticas para as energias quânticas são fornecidas pela versão generalizada da função W de Lambert.  A intensidade das duas atrações não podem ser iguais; assim, as duas estrelas devem ter massas diferentes ou os dois núcleos devem ter cargas diferentes.

### Solução
Seja o centro fixo de atração localizado ao longo do eixo x em ±a. A energia potencial da partícula em movimento é dada por
{\displaystyle V(x,y)={\frac {-\mu _{1}}{\sqrt {\left(x-a\right)^{2}+y^{2}}}}-{\frac {\mu _{2}}{\sqrt {\left(x+a\right)^{2}+y^{2}}}}.}
Os dois centros de atrações pode ser consideradas como o foco de um conjunto de elipses. Se cada centro for ausente, a partícula moveria-se em uma dessas elipses, como uma solução do problema de Kepler. Entretanto, de acordo com o teorema de Bonnet, as mesmas elipses são soluções para o problema de bicentro.
Introduzindo coordenadas elípticas,
{\displaystyle \,x=\,a\cosh \xi \cos \eta ,}
{\displaystyle \,y=\,a\sinh \xi \sin \eta ,}
a energica potencial pode ser escrita como
{\displaystyle V(\xi ,\eta )={\frac {-\mu _{1}}{a\left(\cosh \xi -\cos \eta \right)}}-{\frac {\mu _{2}}{a\left(\cosh \xi +\cos \eta \right)}}={\frac {-\mu _{1}\left(\cosh \xi +\cos \eta \right)-\mu _{2}\left(\cosh \xi -\cos \eta \right)}{a\left(\cosh ^{2}\xi -\cos ^{2}\eta \right)}},}
e a energia cinética como
{\displaystyle T={\frac {ma^{2}}{2}}\left(\cosh ^{2}\xi -\cos ^{2}\eta \right)\left({\dot {\xi }}^{2}+{\dot {\eta }}^{2}\right).}
Este é um sistema dinâmico de Liouville se ξ e η são tomados como φ1 e φ2, respectivamente; portanto, a função Y toma a forma
{\displaystyle \,Y=\cosh ^{2}\xi -\cos ^{2}\eta }
e a função W toma a forma
{\displaystyle W=-\mu _{1}\left(\cosh \xi +\cos \eta \right)-\mu _{2}\left(\cosh \xi -\cos \eta \right)}
Utilizando a solução geral para sistemas dinâmico de Liouville, obtemos
{\displaystyle {\frac {ma^{2}}{2}}\left(\cosh ^{2}\xi -\cos ^{2}\eta \right)^{2}{\dot {\xi }}^{2}=E\cosh ^{2}\xi +\left({\frac {\mu _{1}+\mu _{2}}{a}}\right)\cosh \xi -\gamma }
{\displaystyle {\frac {ma^{2}}{2}}\left(\cosh ^{2}\xi -\cos ^{2}\eta \right)^{2}{\dot {\eta }}^{2}=-E\cos ^{2}\eta +\left({\frac {\mu _{1}-\mu _{2}}{a}}\right)\cos \eta +\gamma }
Introduzindo um parâmetro u pela fórmula
{\displaystyle du={\frac {d\xi }{\sqrt {E\cosh ^{2}\xi +\left({\frac {\mu _{1}+\mu _{2}}{a}}\right)\cosh \xi -\gamma }}}={\frac {d\eta }{\sqrt {-E\cos ^{2}\eta +\left({\frac {\mu _{1}-\mu _{2}}{a}}\right)\cos \eta +\gamma }}},}
resulta na solução paramétrica
{\displaystyle u=\int {\frac {d\xi }{\sqrt {E\cosh ^{2}\xi +\left({\frac {\mu _{1}+\mu _{2}}{a}}\right)\cosh \xi -\gamma }}}=\int {\frac {d\eta }{\sqrt {-E\cos ^{2}\eta +\left({\frac {\mu _{1}-\mu _{2}}{a}}\right)\cos \eta +\gamma }}}.}
Desde que estas sejam integrais elípticas, as coordenadas ξ e η podem ser expressas como funções elípticas de u.

## Constante de movimento
O problema bicêntrico conserva a energia, isto é, a energia total E é uma constante de movimento. No entanto, o problema possui uma segunda constante de movimento, nomeadamente
{\displaystyle r_{1}^{2}r_{2}^{2}\left({\frac {d\theta _{1}}{dt}}\right)\left({\frac {d\theta _{2}}{dt}}\right)-2c\left[\mu _{1}\cos \theta _{1}+\mu _{2}\cos \theta _{2}\right],}
a partir do qual o problema pode ser resolvido utilizando o método do último multiplicador.